# Johannesberg (Hudiksvall)
Johannesberg is een plaats in de gemeente Hudiksvall in het landschap Hälsingland en de provincie Gävleborgs län in Zweden. De plaats heeft 95 inwoners (2005) en een oppervlakte van 13 hectare.